# Diaspidiotus sulci
Diaspidiotus sulci är en insektsart som först beskrevs av Alfred Serge Balachowsky 1950.  Diaspidiotus sulci ingår i släktet Diaspidiotus och familjen pansarsköldlöss. Inga underarter finns listade i Catalogue of Life.